# Paradis (théâtre)
Pour les articles homonymes, voir Paradis (homonymie).

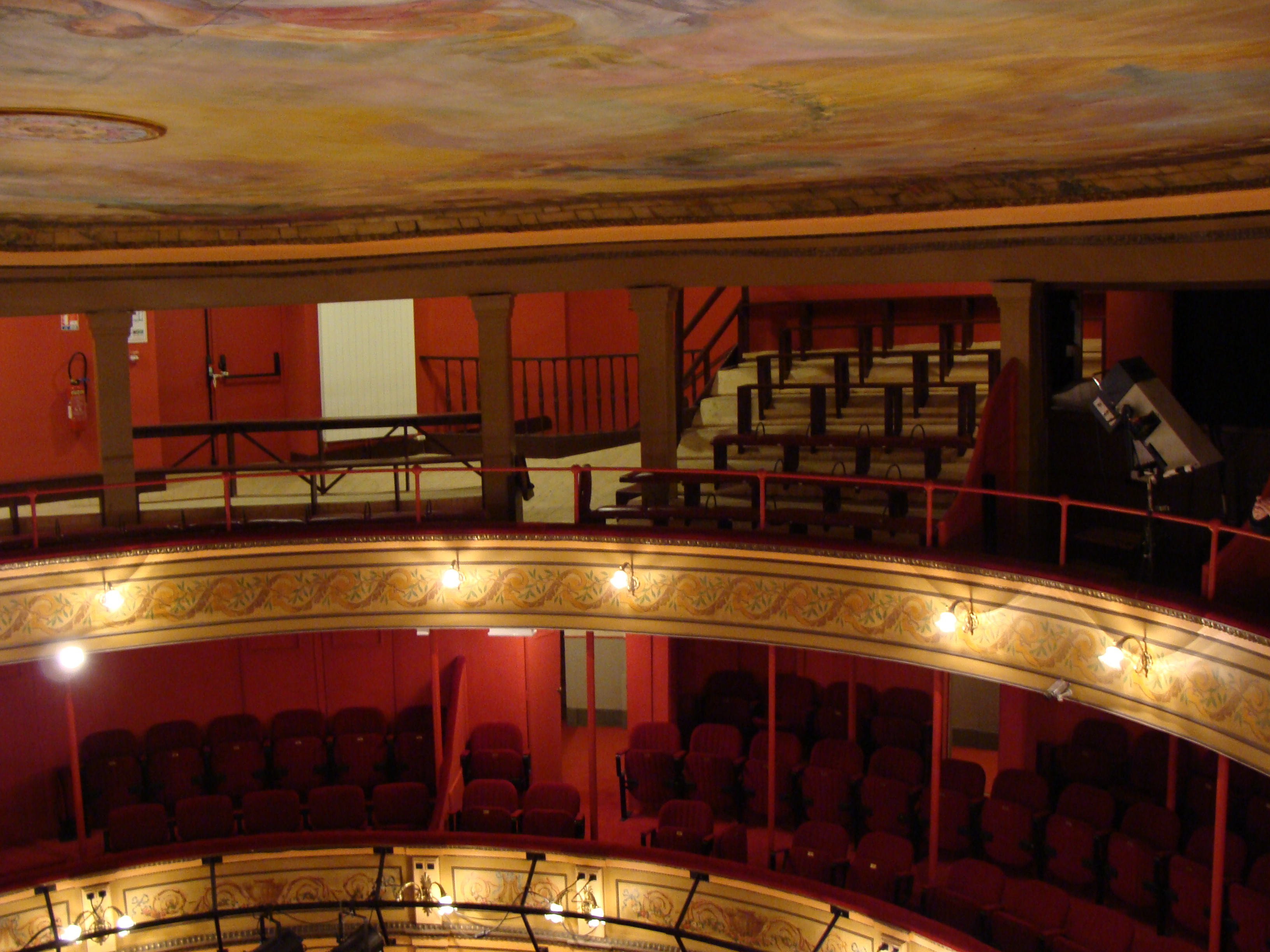
Théâtre à l'italienne de Douai - le Paradis ou poulailler.

Dans un théâtre, le paradis (aussi appelé poulailler) est le dernier étage, au-dessus des loges et des balcons.
Cette partie du théâtre est la moins chère du fait de l'éloignement de la scène.
Le nom de paradis viendrait de sa proximité avec les plafonds peints comportant souvent des compositions mythologiques décrivant le séjour des dieux.
Le nom de poulailler vient du grillage qui empêchait les spectateurs de lancer leur nourriture en réaction à la qualité du spectacle !
Le film de Marcel Carné Les Enfants du paradis (1945) se situe au Théâtre des Funambules et évoque l'atmosphère populaire de cette partie d'un théâtre.